# XIXe siècle en numismatique
Chronologie de la numismatique
- XVIIIe siècle en numismatique - XIXe siècle en numismatique - 1900 en numismatique

## Principaux événements numismatiques duXIXesiècle

### Par dates

#### 1801-1810
- 28 mars 1803 :
  -  France : lancement du franc-or dit « de germinal ».

#### 1811-1820
- 22 juin 1816 :
  -  Royaume-Uni : Coinage Act 1816 (en).
- 1er janvier 1817 : 
  -  Royaume-Uni : création du souverain.

#### 1821-1830
- 1821 :
  -  Mexique : création du réal mexicain

#### 1831-1840
- 5 juin 1832 :
  -  Belgique : création du franc belge.

#### 1841-1850
- 1844 :
  -  Empire ottoman : création de la livre ottomane.
- 1849
  -  États-Unis : première frappe de la pièce de 1 dollar en or.
- 7 mai 1850 :
  -  Suisse : création du franc suisse.

#### 1851-1860
- 1er janvier 1858 :
  -  Raj britannique : lancement de la roupie coloniale.
- 1er novembre 1858 :
  -  Canada : lancement du dollar canadien.

#### 1861-1870
- 17 mars 1861 :
  -  Italie : lancement de la lire italienne.
- 17 juillet 1861 :
  -  États-Unis : loi autorisant l'émission de greenbacks, billets en dollar américain avec recto imprimé à l'encre verte (United States Note).
- 23 décembre 1865 : Union latine

#### 1871-1880
- 5 mai 1873 : Union monétaire scandinave.
- 9 juillet 1873 :
  -  Empire allemand : création du mark-or (Goldmark).

#### 1881-1890
- 1881 (date à préciser) :
  -  Bulgarie : création du lev à parité avec le franc français.

#### 1891-1899
- 1er janvier 1892 :
  -  Autriche-Hongrie : création de la couronne austro-hongroise.
- 15 février 1897 :
  -  France : lancement du type Semeuse.

Pour l'an 1900, dernière année du XIXe siècle, voir 1900 en numismatique.